# Abegweit
Abegweit est une Première Nation (au sens de « bande indienne ») micmaque de l'Île-du-Prince-Édouard au Canada. Sa population est de 183 personnes vivant sur l'une des réserves de la Première Nation et de 127 à l'extérieur. Sous le code électoral de la tribu, les gens ne vivant pas sur la réserve ne peuvent pas voter aux élections de la bande.
Le nom Abegweit est l'anglicisme de Epikwetk, le nom désignant l'Île-du-Prince-Édouard en micmac.
La Première Nation Abegweit est responsable de l'administration de trois réserves:
- Morell 2 (au sud de Morell)
- Rocky Point 3 (au sud-est de Cornwall)
- Scotchfort 4 (à l'ouest de Mount Stewart)

Le quartier-général de la Première Nation Abegweit est à Scotchfort, connu sous le nom de Skaqmk.  Ceci est un lieu historique de portage micmac joignant Mimtugaak (sur la rivière Hillsborough) à Kadotpichk (Savage Harbour).
Les 140 acres (54,6 hectares) de la réserve Scotchfort 4, créée en 1879, étaient gérés comme une partie de la Première Nation Lennox Island (comme toutes les réserves de l'Île-du-Prince-Édouard) jusqu'à la séparation des bandes en 1972. La Première Nation fusionne les trois réserves dans la partie est de la province dans les années 1990.